# Монсо-сюр-Дордонь
Монсо́-сюр-Дордо́нь (фр. Monceaux-sur-Dordogne, окс. Molceon) — коммуна во Франции, находится в регионе Лимузен. Департамент — Коррез. Входит в состав кантона Аржанта. Округ коммуны — Тюль.
Код INSEE коммуны — 19140.
Коммуна расположена приблизительно в 430 км к югу от Парижа, в 100 км юго-восточнее Лиможа, в 24 км к юго-востоку от Тюля.

## Население
Население коммуны на 2008 год составляло 679 человек.
| 1962 | 1968 | 1975 | 1982 | 1990 | 1999 | 2008 |
| ---- | ---- | ---- | ---- | ---- | ---- | ---- |
| 837  | 948  | 812  | 722  | 703  | 665  | 679  |

## Экономика
Основу экономики составляет разведение крупного рогатого скота лимузинской породы и туризм.
В 2007 году среди 401 человека в трудоспособном возрасте (15-64 лет) 274 были экономически активными, 127 — неактивными (показатель активности — 68,3 %, в 1999 году было 61,4 %). Из 274 активных работали 261 человек (141 мужчина и 120 женщин), безработных было 13 (4 мужчин и 9 женщин). Среди 127 неактивных 25 человек были учениками или студентами, 71 — пенсионерами, 31 были неактивными по другим причинам.

## Достопримечательности
- Галльские укрепления Пюи-дю-Тур (железный век). Памятник истории с 1988 года[3]